# Sykehouse
Sykehouse – wieś w Anglii, w hrabstwie ceremonialnym South Yorkshire, w dystrykcie metropolitalnym Doncaster. Leży 40 km na północny wschód od miasta Sheffield i 245 km na północ od Londynu. Miejscowość liczy 438 mieszkańców.